# Kung Feng
Kung Feng je tajvanska serija 117/126 mm višecijevnih raketnih lansera u službi tajvanske vojske.

## Inačice
- Kung Feng I: prototip.[2]
- Kung Feng II: prototip.[2]
- Kung Feng III: 126 mm raketni lanser s 40 cijevi.[2]
- Kung Feng IV Army: 126 mm raketni lanser s 40 cijevi (2 x 20) montiran na oklopni transporter CM-21.[2]
- Kung Feng IV Marines: 126 mm raketni lanser s 40 cijevi (2 x 20) montiran na amfibijsko oklopno vozilo LVT-5 te je namijenjen tajvanskom marinskom korpusu.[2]
- Kung Feng V: eksperimentalna inačica koja nije ušla u vojnu službu.[2]
- Kung Feng VI: 117 mm raketni lanser s 45 cijevi postavljen na vojni kamion M52A1.[2] Za ovu inačicu su namijenjene dvije vrste raketa. Prva je s jako eksplozivnom bojnom glavom a druga se sastoji od 6.400 čelićnih kuglica promjera 6,4 mm. Time stvara ubojit domet od 30.000 kvadratnih metara.[3]
- Kung Feng Sea: mornarička inačica postavljena na razarače.[2]

## Korisnici
- Republika Kina: u službi su 72 raketna lansera od čega ih je 24 namijenjeno marinskom korpusu.[4]

## Vanjske poveznice
- Military Today.com - Kung Feng VI  Arhivirana inačica izvorne stranice od 7. lipnja 2013. (Wayback Machine)